# Artaserse I di Persia
Artaserse I Longimano (persiano: Artakhšassa; V secolo a.C. – Susa, 424 a.C.) fu gran re dell'Impero achemenide dal 464 a.C. alla sua morte.
Figlio di Serse I, salì al trono dopo che il padre e il fratello maggiore, Dario, erano stati uccisi da Artabano.
Con il nome di Artakhsassa fu il sesto sovrano della XXVII dinastia egizia (secondo la classificazione di Manetone).

## Biografia

### Re di Persia

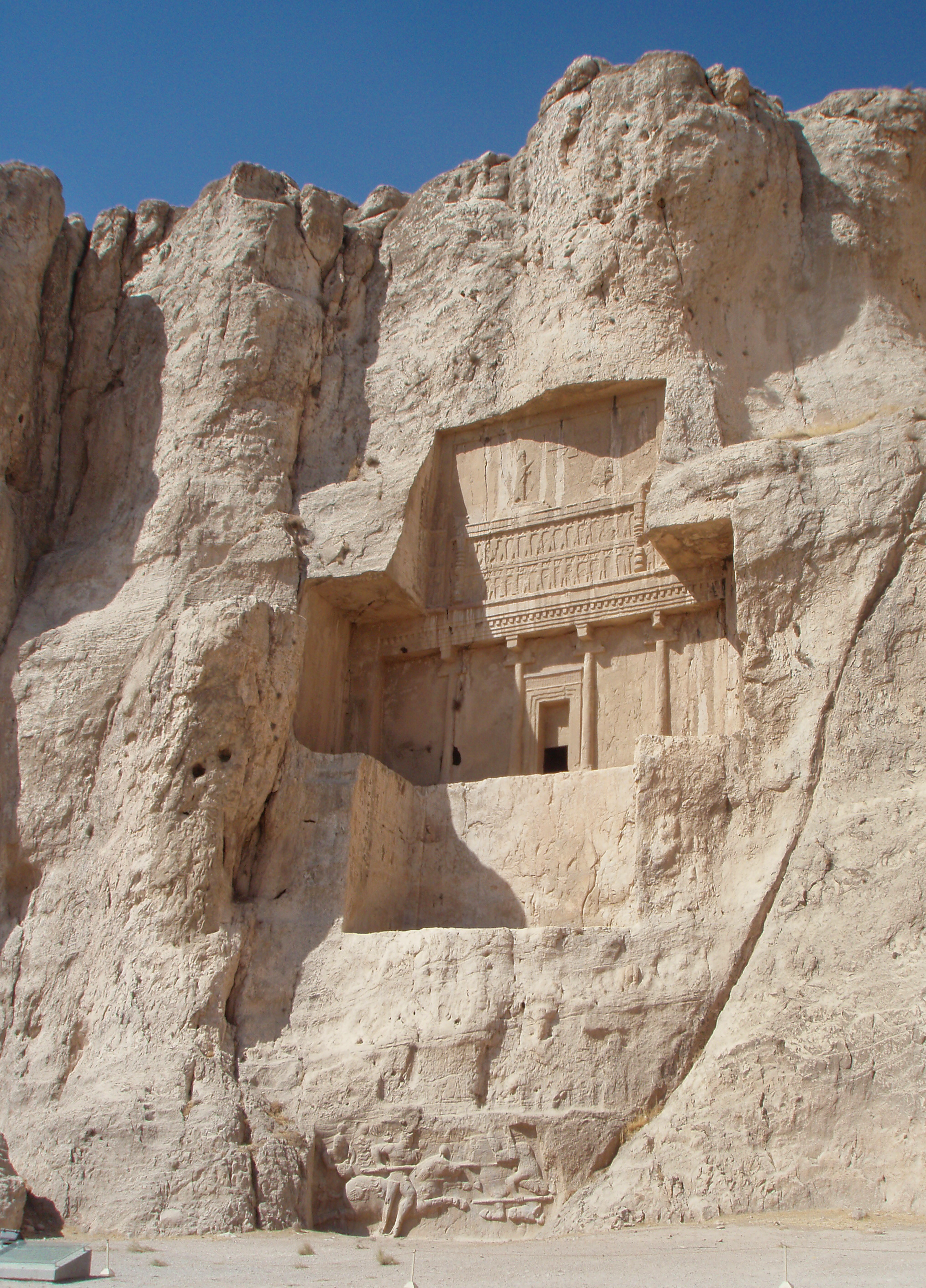
Tomba di Artaserse I a Naqsh-e Rostam

Dopo la battaglia dell'Eurimedonte e l'armistizio tra Atene e Sparta, Cimone aveva ripreso le attività militari contro i Persiani. Nel 449 a.C., con il contributo di Pericle, venne stipulata la pace di Callia. Questa fu sostanzialmente un trattato di non-aggressione, dove si stabilì l'autonomia delle città greche dell'Asia Minore, benché facenti parte dell'Impero persiano, il controllo dei Persiani su Cipro e il veto per le navi da guerra persiane di entrare nel Mar Egeo.
Artaserse, assicuratosi la tregua con i Greci, dovette poi fronteggiare la ribellione del satrapo di Siria Megabizo, con il quale, a seguito di due sconfitte, dovette scendere a patti e stipulare un trattato di pace. Nel 424 a.C. Artaserse morì e gli successe il figlio Serse II.
Permise agli Ebrei di ricostruire Gerusalemme, per evitare focolai di rivolta. Egli accolse Temistocle, l'eroe di Salamina, alla sua corte. Stabilì che Magnesia, Miunte e Lampsaco si occupassero di fornirgli pane, carne e vino. Palascepio gli forniva i vestiti e Percote la biancheria del letto.

### Re d'Egitto
Artakhsassa fu il sesto sovrano della XXVII dinastia egizia (secondo la classificazione di Manetone). Pur rivestendo anche la corona egizia è probabile che Artaserse non abbia mai visitato la valle del Nilo. Sfruttando la debolezza persiana seguita alla morte di Serse I si ebbero, soprattutto nella regione del delta, varie rivolte che nel 460 a.C. sfociarono in aperta ribellione sotto la guida di Inaros e Amirteo, figlio di Psammetico.
Lo storico greco Tucidide riporta che si sarebbe trattato di re dei libi ma è probabile che la notizia vada letta come di stirpe libica ossia appartenenti alle famiglie che avevano dato vita alla XXVI dinastia.
Grazie all'appoggio di Atene, che inviò una squadra navale e truppe terrestri, i ribelli furono in grado di sconfiggere, a Papremi, l'esercito persiano guidato dal satrapo Achemene, fratello di Serse I; lo stesso Achemene cadde nella battaglia.
Dopo questa vittoria Inaro, che non risulta si sia attribuito i titoli della dignità regale egizia, assediò Menfi riuscendo però a conquistarla solo in parte. L'arrivo dei rinforzi persiani guidati dal generale Megabizo ribaltò le sorti della guerra ed ai ribelli non rimase altra scelta che rifugiarsi nel dedalo di paludi del delta del Nilo.
Inaro venne catturato 456 a.C. e deportato a Susa dove nel 454 a.C. venne crocifisso. Un ulteriore tentativo ateniese di portare aiuto ai ribelli venne respinto dalle navi fenicie al servizio dei Persiani.
La guerra nel delta proseguì fino al 454 a.C. quando Megabizo sconfisse le ultime forze egizie.
Con la conclusione del trattato di pace tra Grecia e Persia (448 a.C.) le ultime speranze di Amirteo, che ancora resisteva nelle paludi, tramontarono. Il periodo che seguì questi fatti fu una fase di pace e prosperità economica anche grazie all'azione del nuovo satrapo, Arsame, che cercò nuovamente la collaborazione dei funzionari egizi giungendo a restituire ai figli di Inaros e Amirteo la direzione dei distretti di cui erano originari. In questo periodo storico (intorno al 450 a.C.) si colloca il viaggio dello storico greco Erodoto in Egitto.

## Figli
Dalla Regina Damaspia
- Serse II

 Da Aloigne di Babilonia
- Sodgiano

 Da Cosmartidene di Babilonia
- Dario II
- Arsite

Da Andia di Babilonia
- Bogapaeo
- Parisatide, moglie di Dario II

 Da un'altra (?) moglie sconosciuta
- Una figlia senza nome, moglie di Ieramene, madre di Autobesace e Mitreo

Da altre mogli, ebbe altri undici figli. Dalle concubine ebbe centoquindici figli.

## Titolatura
| G5 |

| G5 |

|       |
| \| \| |
|       |
|       |

|  |

|       |
| \| \| |
|       |
|       |

|  |

| G16 |

| G16 |

|  |

| G8 |

| G8 |

|  |

| M23 · X1 | L2 · X1 |

| M23 · X1 | L2 · X1 |

|       |
| \| \| |
|       |
|       |

|  |

|       |
| \| \| |
|       |
|       |

|  |

| G39 | N5 |

| G39 | N5 |

| A | E23 · N17 | Aa1 | M8 | M8 | s |

| A | E23 · N17 | Aa1 | M8 | M8 | s |

| A | E23 · N17 | Aa1 | M8 | M8 | s |

| A | E23 · N17 | Aa1 | M8 | M8 | s |

| A | E23 · N17 | Aa1 | M8 | M8 | s |

| A | E23 · N17 | Aa1 | M8 | M8 | s |

| A | E23 · N17 | Aa1 | M8 | M8 | s |

| A | E23 · N17 | Aa1 | M8 | M8 | s |